# Ilim
L'Ilim (en russe : Илим) est une rivière de l'oblast d'Irkoutsk, en Russie et un affluent de l'Angara en rive droite, donc un sous-affluent de l'Ienisseï.

## Géographie
L'Ilim a une longueur de 589 km et son bassin s'étend sur 30 300 km2, surface presque égale à celle de la Belgique. Son débit moyen annuel observé à 52 km de son point de confluence est de 136 m3/s.
L'Ilim prend naissance à quelque 220 km à l'est de la ville de Touloun, au centre-est du plateau Léna-Angara, partie sud du vaste plateau de Sibérie centrale. Peu après sa naissance, il adopte la direction du nord et coule ainsi sur 400 km entre et parallèlement à l'Angara qui se trouve à l'ouest, et à la Léna qui coule à l'est. En fin de parcours, il effectue un changement de direction vers le nord-ouest. L'Ilim finit ainsi par se jeter dans l'Angara en rive droite, au niveau du réservoir d'Oust-Ilimsk, 40 km au sud de la ville d'Oust-Ilimsk.
Depuis 1977, l'Angara est barré près d'Oust-Ilimsk par un grand barrage qui a engendré le vaste lac-réservoir d'Oust-Ilimsk. Il en résulte que le cours inférieur de la rivière est désormais submergé jusqu'à la localité de Berezniaki (le niveau de l'eau du lac atteint 296 m).
L'Ilim est gelé depuis la fin du mois d'octobre jusqu'au début du mois de mai.

## Affluents
Ses principaux affluents sont :
- la Kotchenga (rive droite) ;
- la Touba (rive droite) ;
- la Tchora (rive gauche) ;
- l'Iguirma (rive droite).

## Hydrométrie - Les débits mensuels à Sotnikova
Le débit de l'Ilim a été observé pendant 38 ans (1936-1973) à Sotnikova, station hydrométrique située à une altitude de 230 mètres, et à quelque 52 kilomètres de son confluent avec l'Angara.
À Sotnikova, le débit inter annuel moyen ou module observé sur cette période était de 136 m3/s pour une surface prise en compte de 29 300 km2, soit un peu plus de 86,5 % de la totalité du bassin versant de la rivière qui en fait 30 300. La lame d'eau écoulée dans ce bassin atteint ainsi le chiffre de 147 millimètres par an, ce qui doit être considéré comme assez élevé, et résulte de la relative abondance des précipitations observées dans la majeure partie de son bassin.
Rivière alimentée en grande partie par la fonte des neiges, mais aussi par les pluies de l'été et de l'automne, l'Ilim est un cours d'eau de régime nivo-pluvial.
Les hautes eaux se déroulent au printemps, en mai surtout et aussi en juin, ce qui correspond au dégel et à la fonte des neiges du bassin. Au mois de juin puis de juillet, le débit baisse fortement, mais se stabilise par après à un niveau satisfaisant, en diminuant légèrement, tout au long du reste de l'été et de l'automne. Au mois de novembre, le débit de la rivière baisse à nouveau, ce qui mène à la période des basses eaux. Celle-ci a lieu de novembre à mars inclus et correspond aux gels de l'hiver qui envahissent toute la région.
Le débit moyen mensuel observé en mars (minimum d'étiage) est de 39,3 m3/s, soit un peu plus de 6 % du débit moyen du mois de mai, maximum de l'année (614 m3/s), ce qui souligne l'amplitude modérée des variations saisonnières, du moins dans le cadre de la Sibérie où l'on observe généralement des écarts bien plus élevés. Sur la durée d'observation de 38 ans, le débit mensuel minimal a été de 21,6 m3/s en mars 1943, tandis que le débit mensuel maximal s'élevait à 1 050 m3/s en mai 1951.
En ne considérant que la période estivale, la seule vraiment importante car libre de glaces (de mai à septembre inclus), le débit mensuel minimal observé a été de 48,5 m3/s en août 1943, ce qui restait appréciable comparé à la moyenne des mois d'été.